# Tubilla del Lago
Tubilla del Lago es una localidad y un municipio situados en la provincia de Burgos, comunidad autónoma de Castilla y León (España), comarca de La Ribera, partido judicial de Aranda.

## Geografía
En el cauce del río Gromejón abunda la tierra caliza, de ahí viene el nombre de Tubilla, derivado del término latino tuillan que significa "toba". El lago desapareció.

## Historia
En el año 912 población de Frolilla, en el alfoz de Clunia, luego en la merindad de Santo Domingo de Silos. 
Documentalmente citada por primera vez en 1048, anexión al convento de religiosas de la Santa Cruz de Baños de Valdearados, por voluntad de Fernando Sánchez y de su esposa. El 1 de enero de 1188 vuelve a citarse en el monasterio de La Vid. 
En los tiempos modernos, Censo de Vecindarios de la Corona de Castilla realizado en 1591 se denominada Touilla de Lago, pertenecía al Partido de los Arauces, incluida en la provincia de Burgos. El partido contaba con 876 vecinos pecheros.
Entra en el señorío de los Alcocer, un linaje castellano-navarro procedente de los Montes de Oca, constando como villa perteneciente a la Jurisdicción de Los Arauzos, de señorío, en el partido de Aranda de Duero, con alcalde ordinario de señorío nombrado por Don Joseph Alcocer.
Así se describe a Tubilla del Lago en el tomo XV del Diccionario geográfico-estadístico-histórico de España y sus posesiones de Ultramar, obra impulsada por Pascual Madoz a mediados del siglo XIX:

Villa con ayuntamiento en la provincia, audiencia territorial y capitanía general de Burgos (12 leguas), partido judicial de Aranda de Duero (3), y diócesis de Osma (9); Situado en un pequeño y pantanoso valle que por sus muchos manantiales le cuadra perfectamente al pueblo el nombre que lleva; su clima es bastante frío; reinan comúnmente los vientos N, NO y E, y las enfermedades que se padecen con más frecuencia son los constipados y las fiebres intermitentes. Tiene 80 casas, una consistorial; escuela de educación primaria, a la que asisten 24 niños y 6 niñas; una hermosa alameda cercada, y excelentes y abundantes aguas para el consumo de los habitantes, tanto dentro de la población como en el término; una iglesia parroquial matriz (la Asunción) que tiene aneja la de Quintanilla de los Caballeros, servida por un cura párroco y un sacristán, hallándose en las afueras y al NO del pueblo una ermita (San Miguel), que sirve de cementerio. Confina el término N Santa María de Mercadillo; E Baños de Valdearados; S Villalvilla de Gumiel, y O Caleruega. El terreno es de mediana calidad; de los manantiales que brotan en el término, se forma un riachuelo llamado Gromejón, que corre por dicho territorio, y después de bañar diferentes pueblos se introduce en el río Duero al llegar a Roa. Al SO se encuentra un pequeño monte poblado, aunque poco, de pinos y carrascos. Los caminos se hallan en buen estado, y dirigen a los pueblos limítrofes. Correos: se reciben de Aranda de Duero por los mismos interesados. Producciones: trigo, cebada, centeno, avena, legumbres, vino, hortalizas, cáñamo y patatas; ganado lanar, vacuno y cabrío, y caza de liebres en abundancia. Industria: la agrícola y dos molinos harineros de una sola rueda cada uno. Población: 14 vecinos, 134 almas. Capital productivo: 436.700 reales. Imponible: 42.975. Contribución: 1.720 reales 14 maravedíes.
Diccionario geográfico-estadístico-histórico de España y sus posesiones de Ultramar

## Demografía
Tubilla del Lago cuenta con una población de 172 habitantes (INE 2024).
| Gráfica de evolución demográfica de Tubilla del Lago entre 1842 y 2021                                                |
| |
| Población de derecho según los censos de población del INE. Población de hecho según los censos de población del INE. |

## Patrimonio

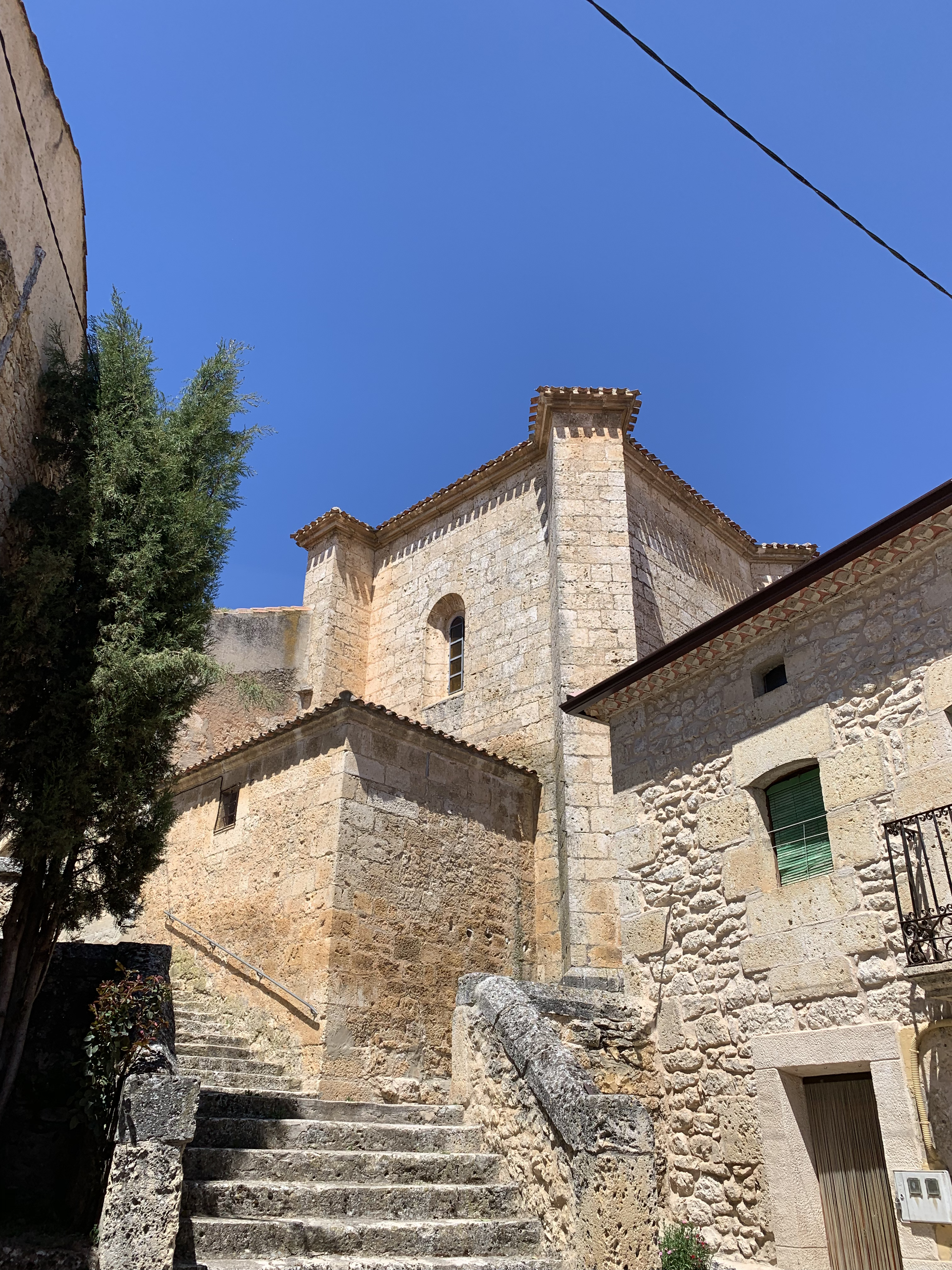
Iglesia

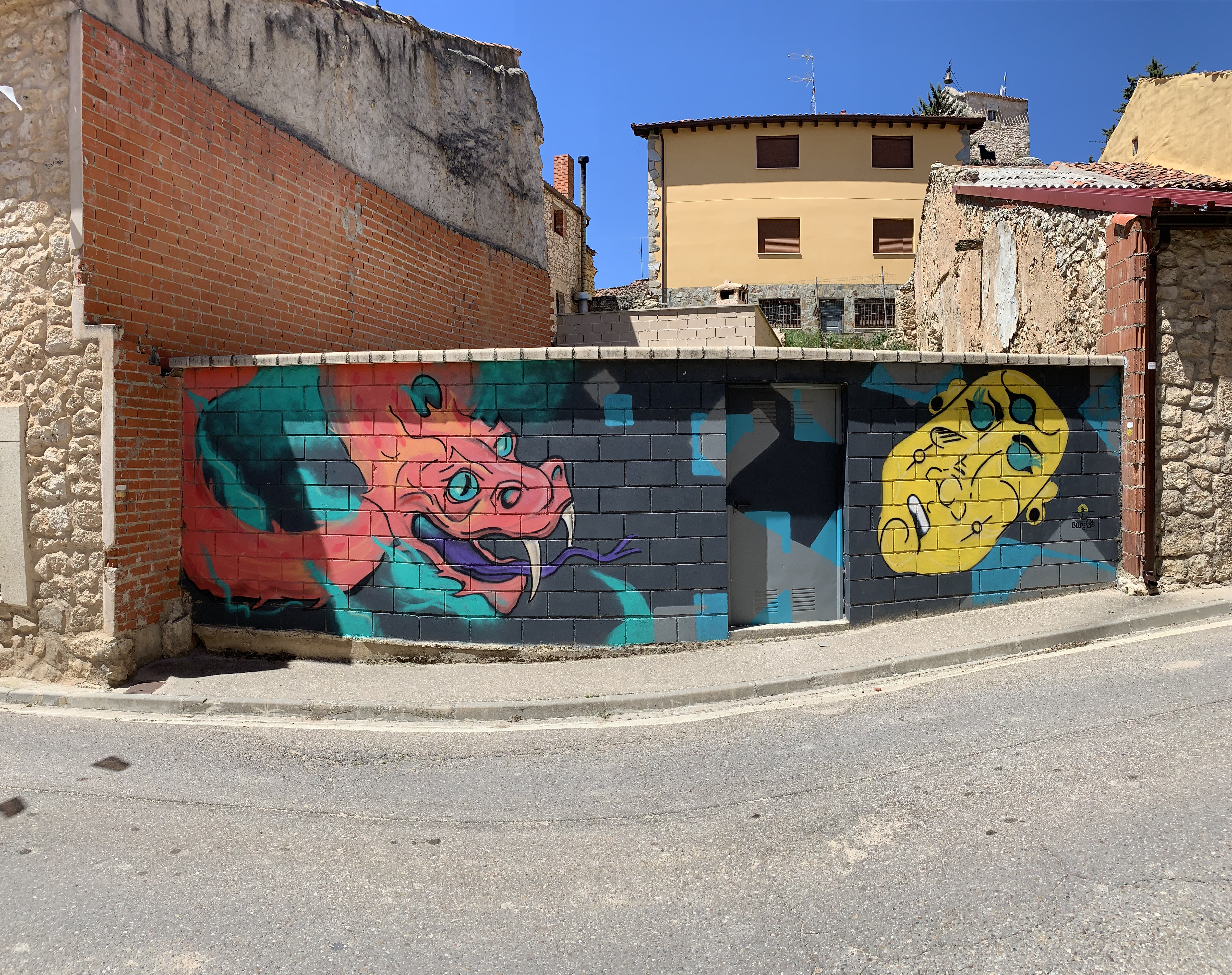
Uno de los murales

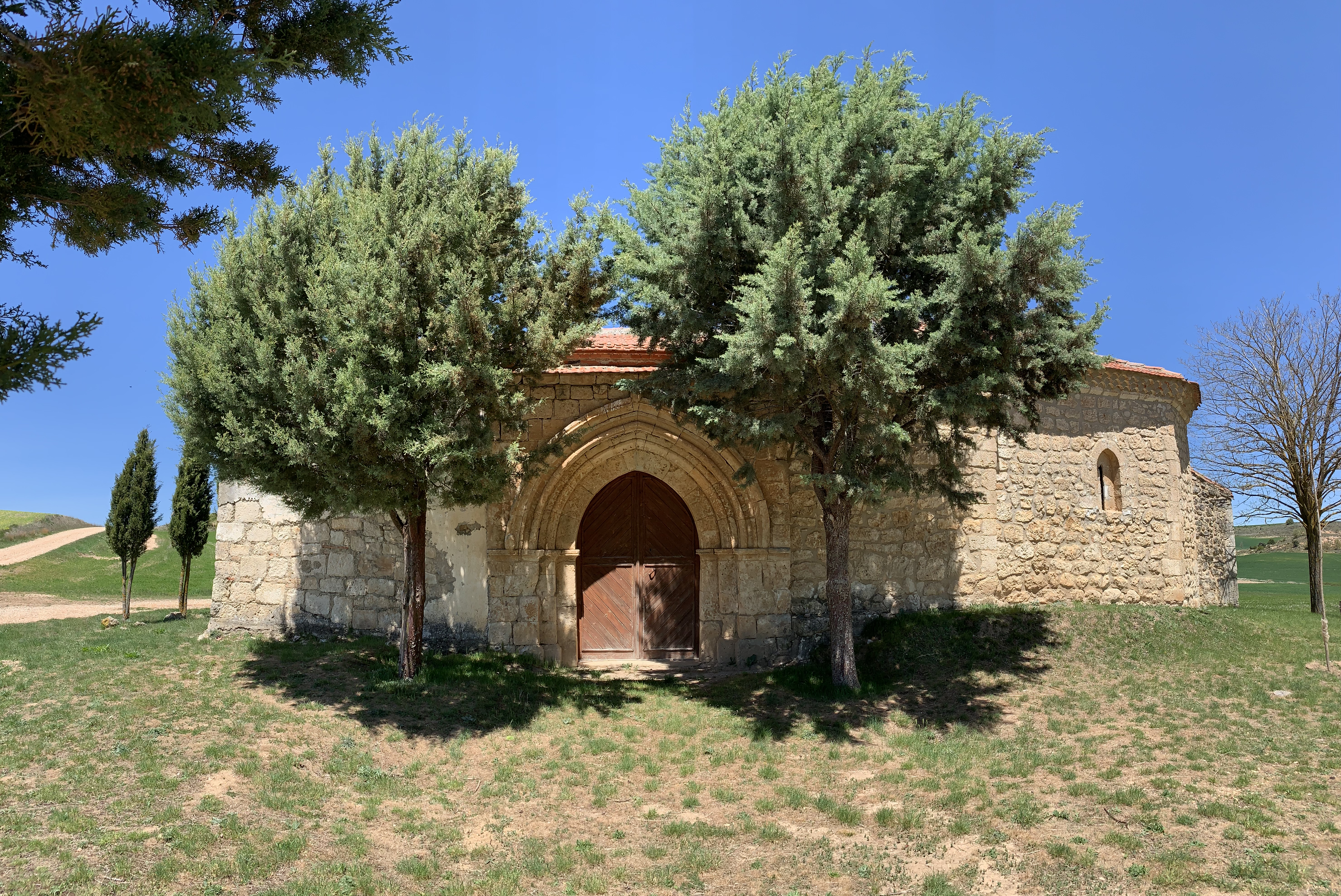
Ermita de San Marcos

- Iglesia parroquial, con restos románicos.
- Ruinas del castillo.

## Cultura

### Murales
Desde 2017, un grupo de artistas locales viene decorando las paredes del pueblo con distintos motivos, que van desde lo puramente simbólico, a lo hiperrealista, pasando por los paisajes, el costumbrismo y el pop, que constituyen un gran atractivo para el pueblo.
Estos murales fueron iniciativa de la artesana local, Pilar Manso, y entre ellos sobresale, por ser el más grande de Castilla y León (318 m²) el que lleva por título Panorámica desde el llano; su autor, nacido en Tubilla, es el artista José Luis Abajo Fernández, conocido como Porrilló en el ámbito artístico nacional e internacional.

### Fiestas y costumbres
El día 25 de abril se celebran las festividades de San Marcos y de la Virgen de la Fuente. Se va en procesión desde el pueblo a la ermita de San Marcos portando la imagen de la Virgen y allí se une a la comitiva la imagen de San Marcos. Con ambas imágenes se hace una procesión alrededor de la ermita, bailando durante el recorrido. Comida campestre y por la tarde nueva procesión y danzas. Es tradicional rematar el privilegio de poner las imágenes en su trono.

### Deportes
El pueblo dispone de un circuito de velocidad, el circuito Kotarr Racing, que dispone de pista multifuncional, con una longitud de 2250 metros, apta para competiciones de automóviles, motocicletas y karts, así como de un circuito para niños.

### La Ciénaga
La Asociación Cultural La Ciénaga es una asociación que promueve actividades culturales en el pueblo. Entre las actividades más populares se encuentran los murales, que se pueden encontrar en las calles del pueblo.

## Monumentos y lugares de interés

### Lagunas de Valcabadillo
Muy cerca del pueblo se encuentran las lagunas de Valcabadillo, un refugio para aves acuáticas y anfibios. Éstas fueron restauradas en 2007 debido a que se habían desecado por la actividad agrícola de la zona. Se sitúan sobre una antigua turbera calcárea que daba nombre a la localidad.